# Sistema de planejamento
Sistema de planejamento é a parte da economia dominada pelas grandes empresas. Geralmente estas grandes empresas ou companhias estão sob a forma de sociedade anônima. Elas atuam em conjunto entre si, em uma rede complexa de relações comerciais, industriais, tecnológicas, e de diversas categorias de serviços, além de terem um íntimo relacionamento com o Estado e com as instituições de ensino superior e pesquisa, na maioria públicos, de modo a dominar o mercado. Sistema de planejamento, Estado, e, normalmente universidades públicas, tem objetivos e interesses convergentes.
Este termo foi cunhado pela primeira vez pelo economista John Kenneth Galbraith no seu livro "The New Industrial State".
O sistema de planejamento, constituído pelas grandes empresas, une-se ao Estado, do qual depende, ora fornecendo produtos e serviços, geralmente de alta tecnologia, ora recebendo investimentos diretos do Estado para projetos de pesquisa e desenvolvimento, ora recebendo acadêmicos e técnicos formados nas instituições de ensino públicas, dos quais depende suas tecnoestruturas.
Ao contrário da pequenas empresas, sujeitas às leis de mercado, as grandes empresas influem no mercado, determinando o que deve ser produzido, quando deve ser produzido, e a que preço.
Sistema de planejamento não é exclusivo do capitalismo, também existiu na União Soviética, onde também as grandes empresas planejavam toda a produção, quantidades produzidas e os preços de venda, dominadas por uma tecnoestrutura que detém o poder decisório administrativo.